# Batalha de Dungeness
A Batalha de Dungeness foi um conflito naval que ocorreu perto do cabo de Dungeness em Kent na Inglaterra, em 30 de novembro de 1652 (10 de dezembro no calendário gregoriano)  e fez parte da Primeira Guerra Anglo-Holandesa.

## Antecedentes
Em setembro de 1652, o governo da Comunidade da Inglaterra, o Conselho de Estado, acreditando erroneamente que a República das Sete Províncias Unidas dos Países Baixos após sua derrota na Batalha de Kentish Knock desistiria de trazer uma frota tão tarde na temporada, enviando navios para o Mediterrâneo e o Báltico. Ao mesmo tempo, os maiores navios ingleses permaneceram em reparos e os navios ativos ficaram com falta de tripulação, pois os marinheiros desertaram ou se revoltaram porque seus salários estavam atrasados. Isso deixou os ingleses enfraquecidos e em grande desvantagem numérica em suas águas nacionais. Entretanto, os holandeses faziam todos os esforços para reforçar a sua frota. Os interesses comerciais holandeses exigiam que a sua marinha fizesse um esforço final para transportar navios mercantes para o sul.

## Batalha

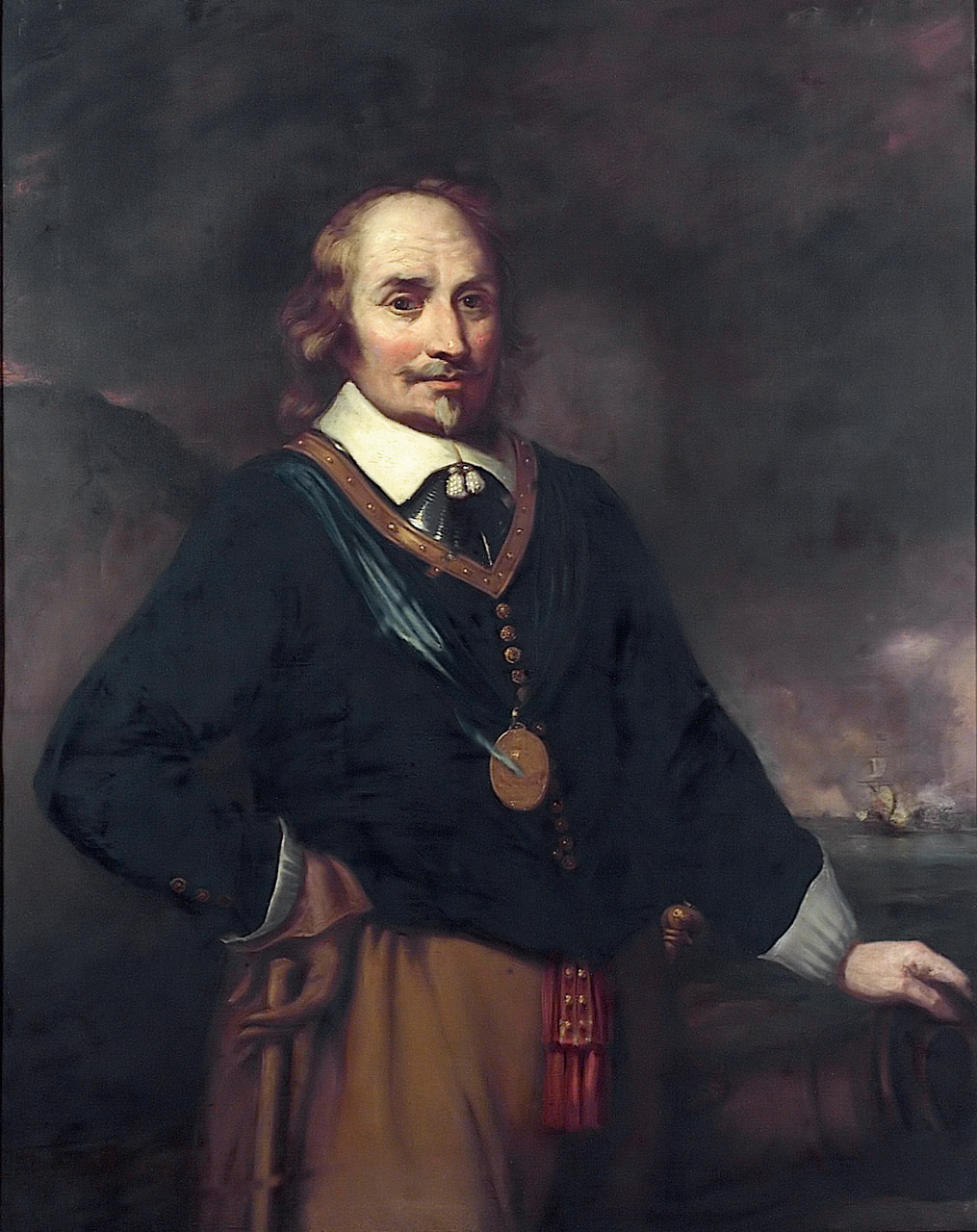
Marteen Tromp

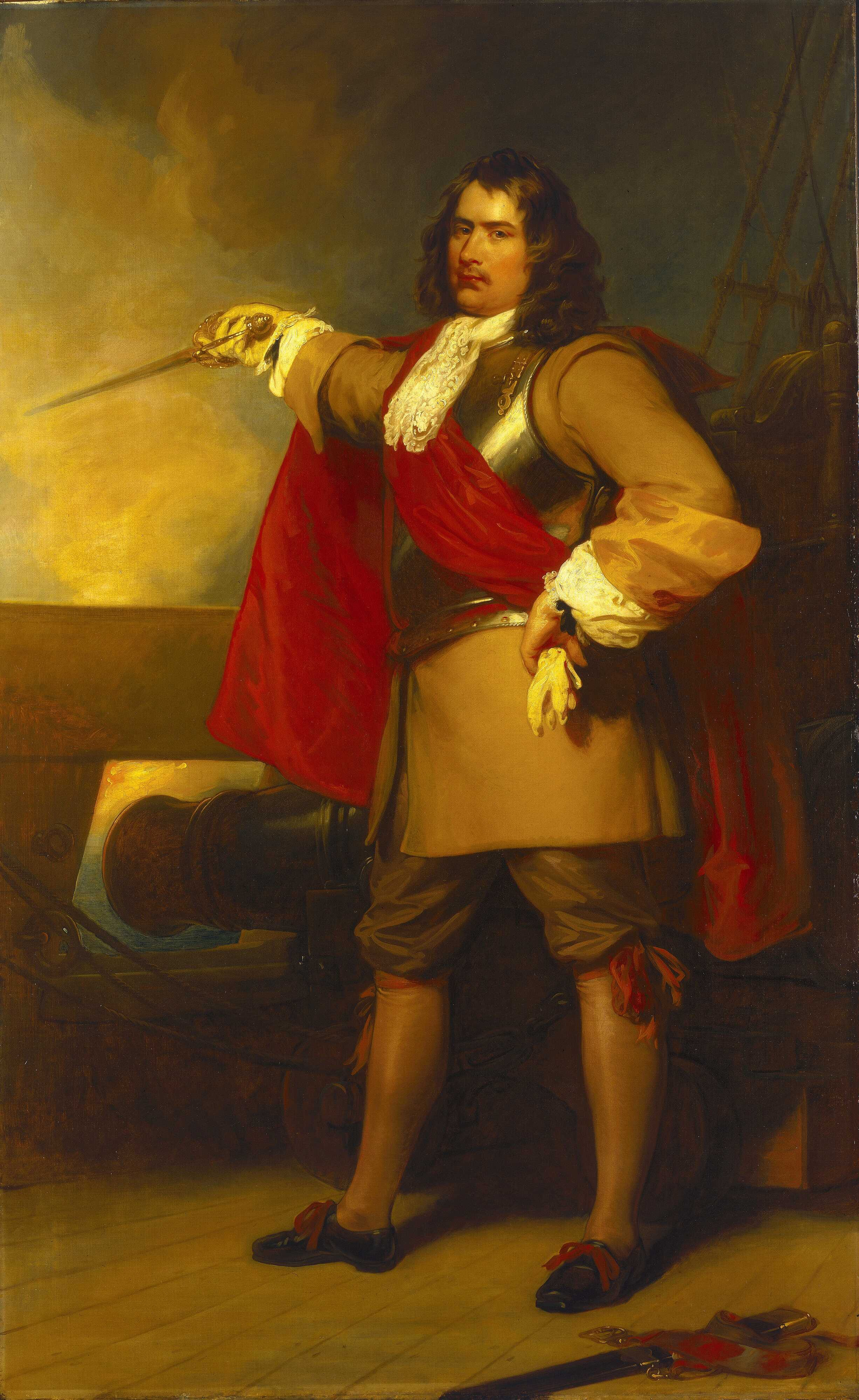
Robert Blake

Em 21 de novembro de 1652, o Almirante Marteen Tromp, novamente comandante supremo (não oficial) depois que seu sucessor, o vice-almirante Witte de With, sofreu um colapso nervoso por causa de sua derrota na Batalha de Kentish Knock, partiu do porto naval de Hellevoetsluis com 88 navios de guerra e cinco navios de fogos, escoltando um vasto comboio de 270 navios mercantes com destino à França, ao Mediterrâneo e as Índias. Inicialmente, os ventos desfavoráveis de sudoeste obrigaram-no a regressar, mas em 23 de novembro ele voltou a navegar para sul. Com o comboio, acompanhado por dezesseis navios de guerra, a atravessar em segurança o Estreito de Dover, Tromp virou-se para oeste em busca dos ingleses. A 29 de novembro de 1652, descobriu a frota inglesa de 42 navios importantes e dez navios menores ancorados em The Downs, entre as pontas de terra de North Foreland e South Foreland, comandada pelo Almirante Robert Blake. Após um conselho de guerra em que se decidiu evitar a batalha, os ingleses abandonaram prontamente o seu ancoradouro, navegando para sul. Blake pode não se ter percebido da dimensão da frota holandesa, ou pode ter receado ficar encurralado como os espanhóis tinham ficado alguns anos antes na Batalha das Dunas.  O vento era agora forte de noroeste, pelo que os ingleses não puderam regressar às Downs, tendo de se contentar com Dover. A frota inglesa contornou rapidamente South Foreland, enquanto os holandeses não conseguiram alcançá-la, ancorando ambas as frotas ao fim da tarde a cerca de cinco milhas de distância. Durante a noite, uma tempestade dispersou alguns navios holandeses. Na manhã seguinte, ao meio-dia, as duas frotas começaram a deslocar-se para sudoeste, com os ingleses abraçando a costa e os holandeses mantendo alguma distância. As forças estavam separadas pelos Rip-Raps e pelo Varne Bank e, portanto, incapazes de se engajarem em combate. 
Em última análise, a curva da linha de costa, o cabo de Dungeness ou o “Gancho da praia de Shingle”, forçou os ingleses a se virarem para sul. Entre o Varne Shoal e Dungeness existe uma saída estreita. Blake esperava escapar por ela mas, quando chegou, cerca de dezessete navios holandeses estavam já à sua espera. No entanto, continuou a sua manobra. Por volta das 15:00, os principais navios de ambas as frotas encontraram-se no que um relato contemporâneo chamou de “retórica abundante de pólvora e balas”.
O Triumph de Blake foi o primeiro navio de maiores dimensões a passar pela saída. Nesse momento, o navio holandês Brederode de Tromp chegou e o comandante holandês içou imediatamente a bandeira vermelha como sinal para atacar. Blake, apercebendo-se desse fato, virou para cruzar a proa do Brederode. Em resposta, Tromp também virou a proa e disparou uma salva. O próximo navio inglês, o Garland, moveu-se então entre o Triumph e o Brederode, numa tentativa de atravessar também a proa desse último. No entanto, essa tentativa falhou, tendo o Garland abalroado a proa do Brederode a estibordo com tal força que os dois navios ficaram enredados. O focinho e o gurupés do Brederode partiram-se. A tripulação maior do Brederode subiu rapidamente a bordo do Garland. Tromp encorajou os seus homens, prometendo uma recompensa de quinhentos florins ao primeiro que atingisse a bandeira inglesa. Um marinheiro subiu ao mastro principal do Garland e substituiu a Cruz de S. Jorge pela Bandeira do Príncipe. Em desespero, o capitão Richard Batten fez explodir o seu próprio convés superior para afastar os holandeses. Entretanto, o terceiro navio inglês a chegar, o Anthony Bonaventure, agarrou-se ao Brederode. Cobrindo o convés do navio holandês com metralha, rapidamente forçou a sua tripulação a descer ao convés. Apercebendo-se da situação do seu comandante, o Vice-Almirante Johan Evertsen, por sua vez, abordou Anthony Bonaventure com o seu Hollandia, ficando assim quatro navios ligados. Numa luta feroz, os seus homens, perdendo sessenta marinheiros, mataram toda a tripulação do Anthony Bonaventure, incluindo o capitão Walter Hoxton. Quando o secretário de Tromp, que estava ao seu lado, foi morto por uma bala de mosquete, ele exortou as tripulações combinadas do Brederode e do Hollandia a atacarem o Garland, exclamando: “Crianças, as coisas não podem continuar assim. São eles ou nós!”. O Garland foi tomado, com sessenta mortos de uma tripulação de cento e cinquenta, incluindo o capitão Batten. Nessa altura, o Garland se encontrava em mau estado, tendo o seu leme sido em grande parte destruído.

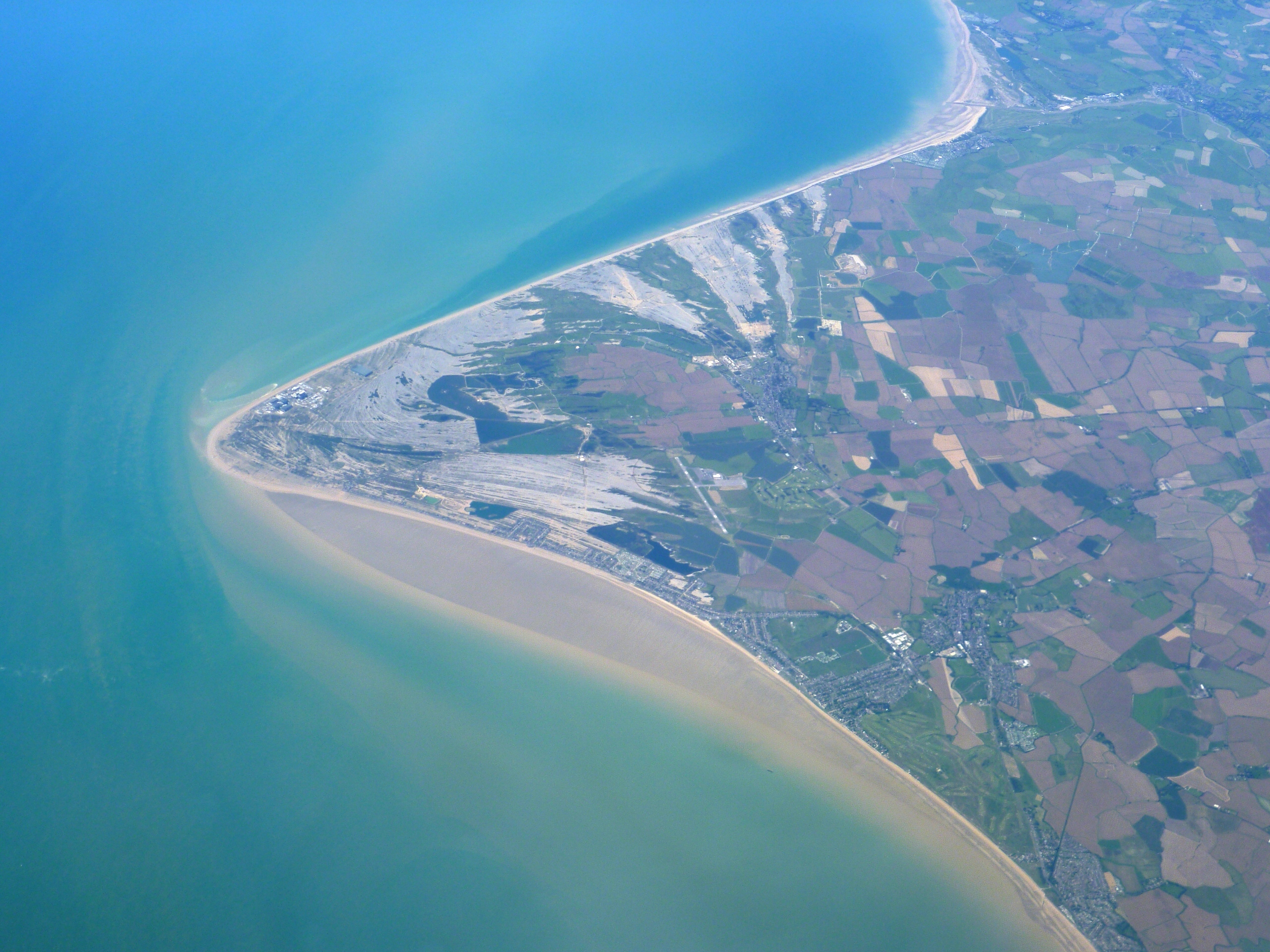
Uma vista aérea do Cabo Dungeness, o Canto dos Solteiros.

Blake tentou ajudar o Garland e o Anthony Bonaventure, mas foi constantemente atacado por navios de bandeira holandesa, como o Princes Louise, de Johan de Liefde, e o Monnickendam, de Pieter Floriszoon. O Triumph quase evitou ser atacado por ambos os lados, pelo Princes Louise e pelo Gulden Beer do capitão Jan de Haes. Blake recebeu pouco apoio do restante da frota inglesa. Quando o Happy Entrance entrou no canal, foi imediatamente atacado e só com dificuldade conseguiu se retirar. Os outros navios ingleses começaram a entender a situação tática: a saída funcionava como um gargalo e tentar forçá-la só permitiria que os holandeses dominassem os navios ingleses um a um. Por outro lado, a maioria dos navios holandeses também não se envolveu. Irritado, o Comodoro Michiel de Ruyter no Witte Lam entrou na saída na direção oposta para atacar a massa de navios ingleses, mas ninguém o seguiu e ele foi forçado a se retirar. Ele reclamou em seu diário: “Se tivéssemos tido alguma ajuda, sim, de apenas dez ou doze navios, teríamos vencido toda a frota”. Apesar das dificuldades táticas, era inaceitável deixar Blake entregue ao seu destino. Os dois navios ingleses mais fortemente armados, além do Triumph, o Vanguard e o Victory, usaram seu poder de fogo superior para quebrar a oposição holandesa e permitiram que Blake se retirasse e se juntasse à força principal inglesa. O Triumph havia perdido seu mastro principal e Blake havia sido ferido.

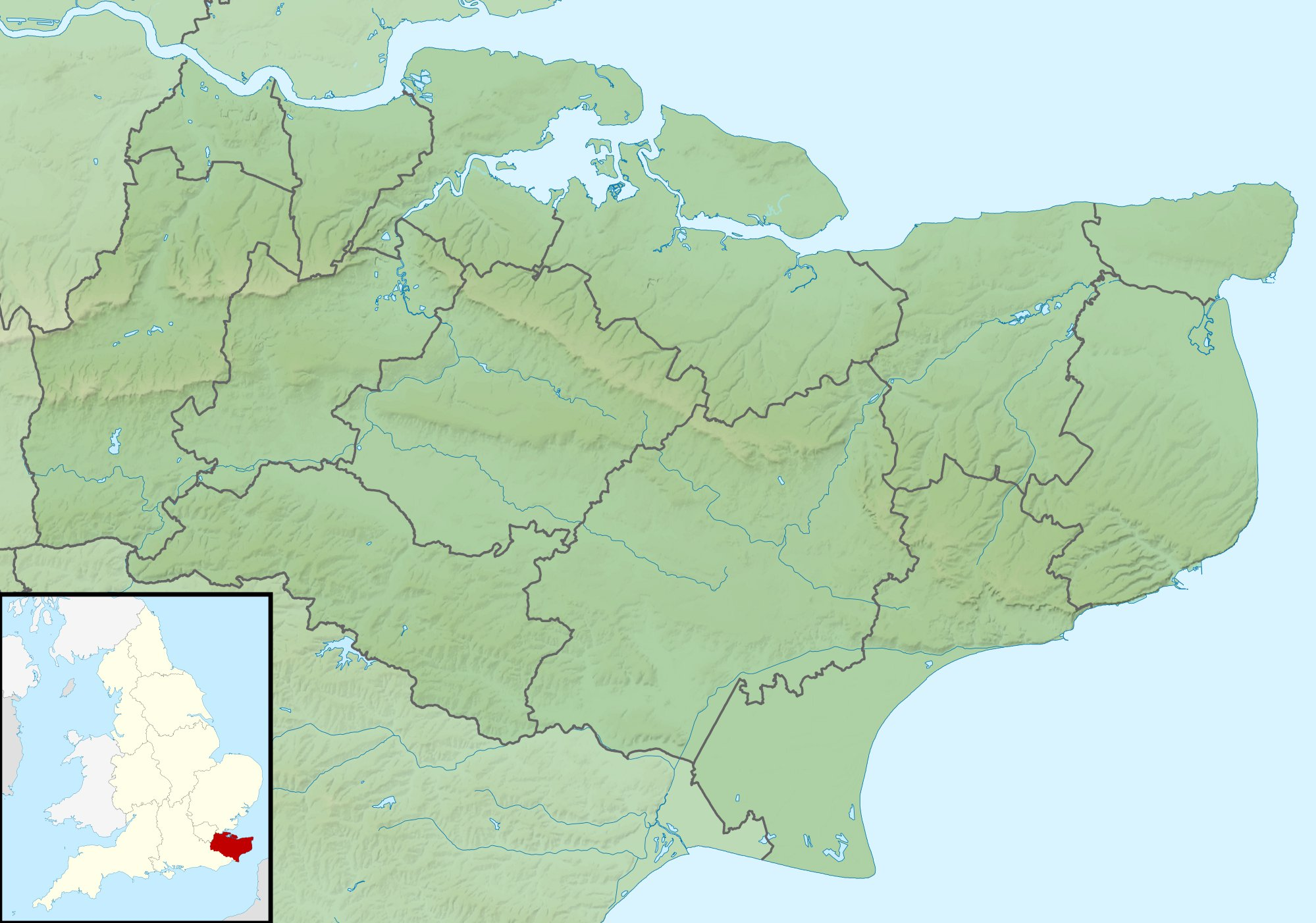
O local da batalha, com a Rede de Duins abaixo da ponta de North Foreland, à direita, e o Canto do Cabo Dungeness, na parte inferior central.

Por volta das 17 horas, o início da escuridão encerrou a batalha. Uma grande parte da frota holandesa ainda não havia chegado. Ao cair da noite, a frota inglesa havia perdido cinco navios. Entre eles estavam o Garland e o Anthony Bonaventure capturados, que seriam levados para o serviço holandês como o Rozenkrans e o Bonaventura. Dois navios menores foram queimados, um deles talvez a fragata leve Acorn, e um foi afundado. À noite, os holandeses perderam o Schiedam, também conhecido como Gelderland porque o Estado de Gueldres havia pago por ele, devido a um incêndio e à explosão subsequente. O capitão Dirk Juinbol morreu de seus ferimentos no dia seguinte. Naquela noite, Blake se retirou sob a cobertura da escuridão para seu ancoradouro em Downs. Os holandeses não o seguiram, mas usaram esse tempo para consertar os navios, especialmente o Brederode. Na manhã seguinte, os holandeses interceptaram um grupo de três navios mercantes que navegavam pelo oeste. O navio de guarda deles, o Merlin, conseguiu escapar, mas eles mesmos foram capturados e sua carga de figos e limões foi distribuída entre as tripulações holandesas. No entanto, Tromp não ficou satisfeito com o resultado, pois os holandeses haviam perdido a oportunidade de aniquilar os ingleses. Em 1º de dezembro, ele perseguiu Blake que, no entanto, já havia contornado South Foreland novamente. O vento virou para leste, o que permitiu que Blake chegasse rapidamente ao Tâmisa, mas atrasou os holandeses. Um grupo de navios ingleses que havia sido enviado para reforçar Blake foi encontrado, mas haviam passado por ele na escuridão. Duas novas fragatas, a Ruby e a Sapphire, conseguiram escapar, mas o Hercules, um navio mercante armado, foi levado à terra por seu capitão, Zachary Browne. A maior parte da tripulação fugiu para o interior e o Hercules e Browne foram capturados pelo Haes in 't Veld de Bastiaan Centsen, que conseguiu reflutuar o navio.
Retornando ao Estreito de Dover, Tromp permitiu que seu comboio de mercadores se separasse, cada grupo de navios mercantes continuando seu caminho em direção ao seu destino individual junto com seus navios de guerra protetores. Tromp considerou atacar Blake no Medway, Kent. No entanto, emborae oferecesse uma recompensa de cinquenta libras flamengas, em toda a frota holandesa não foi possível encontrar um único piloto que ousasse navegar nessas águas perigosas. Foi somente em 1667 que De Ruyter conseguiu executar esse ataque, no ataque a Medway.

## Consequências
A batalha resultou em várias reformas na frota inglesa. Parte da força de Blake consistia em navios mercantes recrutados à força, que mantiveram seus capitães/proprietários civis.  Muitos deles se recusaram a participar da batalha.  Alguns capitães navais insistiram em seu direito tradicional de entrar e sair da batalha nos momentos de sua escolha e de sair da formação para garantir qualquer presa. Blake ameaçou renunciar se algo não fosse feito.  Os Lordes Comissários do Almirantado responderam exigindo que todas as embarcações recrutadas estivessem sob o comando de capitães navais e emitindo instruções de navegação e combate que aumentaram significativamente a autoridade de um almirante sobre sua frota.
A vitória deu aos holandeses o controle temporário do Canal da Mancha e, portanto, o controle da navegação comercial. Uma lenda diz que Tromp prendeu uma vassoura em seu mastro como sinal de que havia varrido o mar de seus inimigos, mas em seu livro “The Command of the Ocean” (O Comando do Oceano), N.A.M. Roger duvida desse fato, pois tal ação ostensiva teria sido incomum para Tromp. Além disso, na época, uma vassoura presa a um mastro era a forma de mostrar que um navio estava à venda. Ademais, as fontes holandesas contemporâneas não fazem menção a isso.

## Links externos
- Capp, Bernard (1989), 'Cromwell's Navy: The Fleet And the English Revolution, 1648–1660, ISBN 0-19-820115-X, Clarendon Press
- Rickard, J. (18 de agosto de 2009), Battle of Dungeness, 30 de novembro de 1652, History of War